# Kovácsy Béla (labdarúgó)
Kovácsy Béla (1905. augusztus 30. – 1969. február 22.) válogatott labdarúgó, középcsatár.

## Pályafutása

### Klubcsapatban
A 33 FC labdarúgója volt. Technikás, képzett labdarúgó volt, aki ötletesen irányította társait, de lassú mozgása megakadályozta abban, hogy tartósan kiemelkedjen a többiek közül.

### A válogatottban
1926-ban egy alkalommal szerepelt a válogatottban.

## Statisztika

### Mérkőzése a válogatottban
| Magyarország | Magyarország   | Magyarország                    | Magyarország | Magyarország | Magyarország | Magyarország | Magyarország | Magyarország |
| #            | Dátum          | Helyszín                        | Hazai        | Eredmény     | Vendég       | Kiírás       | Gólok        | Esemény      |
| ------------ | -------------- | ------------------------------- | ------------ | ------------ | ------------ | ------------ | ------------ | ------------ |
| 1.           | 1926. május 2. | Budapest, Hungária körúti pálya | Magyarország | 0 – 3        | Ausztria     | barátságos   | -            | 38'          |
|              | Összesen       |                                 |              | 1            | mérkőzés     |              | 0            | gól          |